# 集成軟體
集成軟件是一種用於個人計算機的軟件，它將生產力軟件中常用的功能組合到一個應用程序中。集成軟件的便利性以及易於使用的特性使得不少廠商開始研發了許多集成軟件，最著名的是微軟的Office軟件，此外還有Apple II上的AppleWorks（後被iWork取代）、Commodore上的Vizastar軟件等。集成軟體也一度被認為是導致IBM PC在桌面商業計算機市場中崛起和佔據主導地位的殺手級應用之一。

## 來由
在GUI倘未普及之前的早期PC系統中，用戶界面是純文本的，主要由功能鍵和修改鍵序列操作。每個程序都使用一組不同的按鍵，這使得用戶很難掌握兩個以上的程序。由於程序是從軟盤加載的，因此使得在程序之間互相切換變得緩慢和不方便，並且難以或不可以在它們之間交換數據（例如，將結果從電子表格傳輸到文字處理器）。為了應對這些限制，軟件供應商因此創建了集成軟件，盡可能地消除了在程序之間切換的需要，為用戶提供了更一致的界面，也減少了用戶的學習成本。

## 評價
BYTE在1984年問道：“為什麼那些據稱易於使用並聲稱可以解決所有問題的高級多功能商業程序的所有者被迫購買像Sidekick這樣的實用程序？這讓您對所有這些廣告宣傳感到疑惑。也許Framework和Lotus Symphony代表了集成軟件產品的頂峰，在新的圖形用戶界面下該類型的生存能力受到質疑。Macintosh 或 Microsoft Windows 上的 GUI...令獨立應用程序之間的一致性更高，消除了集成軟件的主要動機之一。”
PC Magazine在1993年表示，“關於 Windows下集成軟件消亡的報導被大大夸大了”，由於軟件開發的現實和市場考慮，使得集成軟件仍然對筆記本用戶、家庭和小型企業用戶具有吸引力。Microsoft也為此類客戶開發了自己的套件Works，以Claris的ClarisWorks作為競爭對手。 獨立產品的開發人員也推出了具有附加功能的集成版本，例如Wordperfect Works，它基於Beagle Bros製造的AppleWorks，就算直到1990年代還能看到了以Microsoft Office和LibreOffice為代表的辦公套件的興起，它們類似於集成軟件，但包含功能更強大的更複雜的軟件，在許多情況下，它們也能作為獨立產品出售。